# Galja Ackermanová
Galja Ackermanová (ve francouzské nebo anglické transkripci nepřechýleně Galia Ackerman, rusky Галя Аккерман; * 24. června 1948 Moskva) je francouzská spisovatelka, novinářka, historička, blogerka a překladatelka ruského původu. Jako historička se specializuje na problematiku tzv. ruského světa a na historii postsovětského regionu, je známá jako kritička putinovského režimu.

## Životopis
Galja Ackermanová je rusko-židovského původu, narodila se 24. června 1948 v Moskvě v rodině veterána druhé světové války. Na Filologické fakultě Moskevské státní univerzity (MGU) vystudovala obor klasická filologie. V roce 1973 emigrovala do Izraele. O jedenáct let později (1984) natrvalo přesídlila do Francie, kde na pařížské Sorbonně vystudovala historii náboženství. Žije v Paříži, má francouzské a izraelské občanství.
Od roku 1988 do roku 2010 pracovala jako redaktorka rozhlasové stanice Radio France Internationale a od roku 1995 působí ve čtvrtletně vydávaném časopise Politique Internationale. Je autorkou množství odborných článků, esejí a rozhovorů s politiky a umělci, které byly publikovány ve francouzských, ruských a mezinárodních médiích (např. Le Monde, Libération, La Vie, Politique Internationale, La règle du jeu, Courrier de l’Unesco, Histoire et Liberté, Le meilleur des mondes, 2050, Tumultes, New Times, Novaja Gazeta, Znamja, Continent a další). Zastávala také pozici odborné vědecké spolupracovnice na Univerzitě v Caen.
V roce 2007 vydala v Paříži knihu „Tchernobyl : retour sur un désastre “ („Černobyl: ohlédnutí za katastrofou“). Je spoluautorkou „ Les Silences de Tchernobyl “ („Ticho Černobylu“, Paříž 2006), „Serguei Eisenstein. Dessins secrets“ („Sergej Ejzenštejn. Tajné kresby“, Paříž 1999), „Dictionnaire du communisme“ („Slovník komunismu“, Paříž 2007) a „Droits humains en Russie“ („Lidská práva v Rusku“, Paříž 2010)  Galja Ackermanová přeložila do francouzštiny více než tři desítky ruských knih.
Tři roky před ruskou invazí na Ukrajinu vydala Galja Ackermanová knihu s názvem „Le Régiment immortel. La guerre sacrée de Poutine“ („Nesmrtelný pluk. Putinova svatá válka“, 2019).
Již v roce 2019 předpověděla, že na základě stále nepřátelštější kremelské propagandy lze usuzovat, že se Rusko připravuje napadnout Ukrajinu, která se v posledních letech vymanila z ruského vlivu.